# Jüdischer Friedhof (Stara Sagora)
Koordinaten: 42° 25′ 36,1″ N, 25° 37′ 39,3″ O

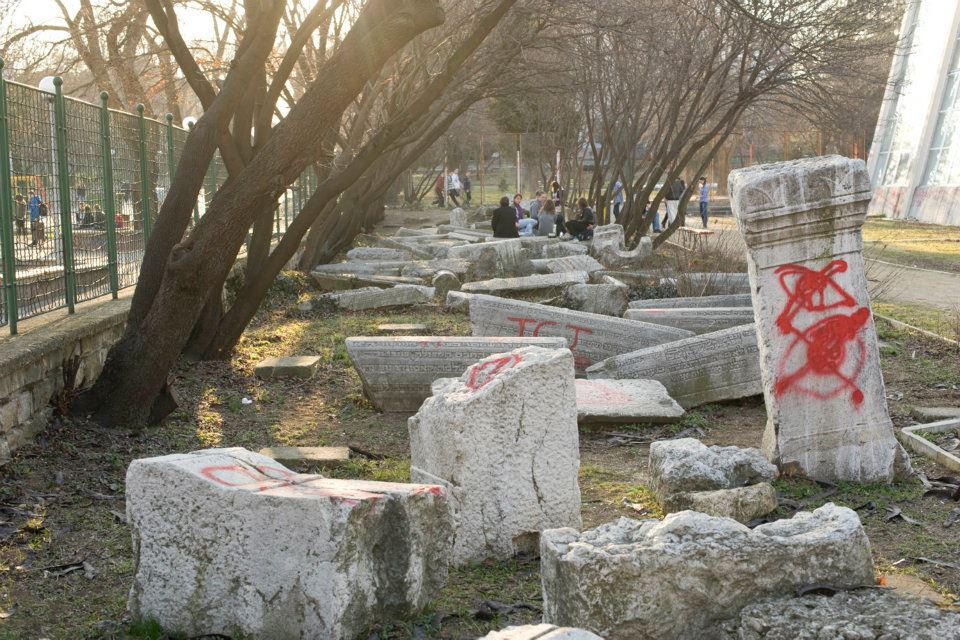
Vandalisierter jüdischer Friedhof Stara Sagora (2012)

Der Jüdische Friedhof Stara Sagora liegt in der Stadt Stara Sagora in der gleichnamigen Oblast im Zentrum Bulgariens. Auf dem jüdischen Friedhof im Zentrum der Stadt sind zahlreiche Fragmente von Grabsteinen erhalten.